# Süreyya Özkefe
Süreyya Özkefe (* 8. Mai 1939 in Eskişehir; † 29. Juli 2025) war ein türkischer Fußballspieler und -trainer. Durch seine langjährige Tätigkeit für Beşiktaş Istanbul wird er stark mit diesem Verein assoziiert. Von Fan- und Vereinsseiten wird er als einer der bedeutenderen Spieler der Klubgeschichte aufgefasst. So stand sein Name mit weiteren für den Verein wichtigen Spielern als Wasserzeichen auf dem Trikot, welches zum 100-jährigen Vereinsbestehen in der Saison 2002/03 getragen wurde. Er war ein wichtiger Teil jener Beşiktaş-Mannschaft, die zum ersten Mal zweimal nacheinander die türkische Meisterschaft gewinnen konnte. Aufgrund seiner krimtatarischen Abstammung ist er auch unter dem Spitznamen Tatar Süreyya bekannt.

## Spielerkarriere

### Verein
Özkefe begann mit dem Vereinsfußball in der Nachwuchsabteilung von Eskişehir Şekerspor (nach anderen Angaben in der Nachwuchsabteilung von Eskişehir Işıkspor). Hier wurde er 1958 in den Kader der türkischen U-18-Nationalmannschaft nominiert. Dank dieser Nominierung fiel er den Verantwortlichen von Ankara Demirspor, dem Betriebssportverein der staatlichen Eisenbahngesellschaft der Türkei, auf und wurde noch im Sommer 1958 verpflichtet.
Er begann auch in Etimesgut, einem Stadtteil Ankaras, seinen Militärdienst und absolvierte diesen bei den Türkischen Luftstreitkräften. Während der Zeit seines Militärdienstes spielte er sowohl für Ankara Demirspor als auch für die türkische Militärnationalmannschaft. Da damals noch keine landesübergreifende Liga in der Türkei existierte, bestanden in den Ballungszentren diverse regionale Ligen, von denen die Ankara Futbol Ligi (dt. Fußballliga Ankara) nach der Istanbuler Liga als eine der renommiertesten des Landes galt. Mit Demirspor als Hauptstadtverein nahm Özkefe am Wettbewerb dieser Liga teil. Mit diesem Verein holte er in seiner ersten Saison, der Saison 1958/59, die letzte Meisterschaft dieser Liga.
Ab Frühjahr 1959 spielte er mit Demirspor in der neugegründeten und landesweit ausgelegten Millî Lig, mit heutigem Namen Süper Lig. Diese neugegründete Liga ersetzte die wichtigsten regionalen Ligen, u. a. İstanbul Profesyonel Ligi und die Ankara Futbol Ligi. Die erste Spielzeit wurde von Februar 1959 bis zum Juni 1959 ausgespielt und endete mit der Meisterschaft von Fenerbahçe Istanbul. Demirspor belegte abgeschlagen von der Tabellenspitze den 3. Tabellenplatz. Özkefe absolvierte als Youngster 13 der möglichen 14 Partien seiner Mannschaft. In der zweiten Saison beendete er mit seinem Klub die Liga als Tabellenfünfter.
Im Sommer 1962 wurde er vom Istanbuler Ligarivalen Beşiktaş Istanbul. Bei diesem Klub schaffte er es auf Anhieb in die Stammformation und stieg auch zum türkischen A-Nationalspieler auf. Mit seinem Team beendete er die erste Spielzeit als Tabellendritter. In seiner zweiten Saison spielte er mit seinem Verein bis zum letzten Spieltag um die Türkische Meisterschaft mit und vergab sie am letzten Spieltag an den Erzrivalen Galatasaray Istanbul. Auch in der Spielzeit 1963/64 spielte er wieder mit seinem Klub bis zum letzten Spieltag um die Meisterschaft mit und vergab sie am letzten Spieltag an Fenerbahçe Istanbul.
Vor der Saison 1964/65 verbrachte Özkefe seinen Sommerurlaub in seiner Heimatstadt Eskişehir. Während einer nächtlichen Heimfahrt kam das Taxi, in dem sich Özkefe als Beifahrer befand, von der Straße ab und überschlug sich mehrmals. Bei diesem Unfall zog sich Özkefe mehrere schwere Verletzungen zu, u. a. mehrere Knochenbrüche und schwere Prellungen. Aufgrund dieser Verletzungen fiel er nahezu die gesamte Saison aus und absolvierte ab Mitte Mai 1964 die letzten drei Ligaspiele seiner Mannschaft. Diese blieb in der Meisterschaft ohne große Chancen, beendete aber im damals bestehenden Zwei-Punkte-System mit sechs Punkten Rückstand auf den Meister Fenerbahçe als Vizemeister. Dadurch gehörte er auch der ersten Mannschaft im türkischen Fußball an, die dreimal in Folge türkische Vizemeister wurde. In der Spielzeit 1965/66 setzte sich Özkefe schließlich mit seinem Team in der Meisterschaft durch und wurde mit einem Sechs-Punkte-Vorsprung gegenüber dem Zweitplatzierten Galatasaray türkische Meister. Özkefe absolvierte in dieser Spielzeit 22 der möglichen 30 Ligaspiele. Mit seinem Team holte Özkefe in dieser Spielzeit noch den vorsaisonal ausgetragenen TSYD-Istanbul-Pokal und den Spor-Toto-Pokal. Die nachfolgende Spielzeit gelang ihm mit seinem Team zudem Titelverteidigung in der Meisterschaft, die erste der Vereinsgeschichte. Außerdem holte sein Team in dieser Spielzeit den Präsidenten-Pokal, eine frühere Version des späteren türkischen Supercups. Die nächsten drei Spielzeiten verfehlte Özkefes Mannschaft die türkische Meisterschaft und konnte zweimal den Spor-Toto-Pokal holen.
Im Sommer 1970 verließ Özkefe nach acht Jahren Beşiktaş und wechselte zum Ligarivalen und dem Sportverein seiner Heimatstadt, zu Eskişehirspor. Bei diesem amtierenden türkischen Vizemeister etablierte er sich schnell als Stammspieler. Zum Saisonende wurde er mit seinem Team Türkischer Pokalsieger und Präsidenten-Pokal-Sieger. In seiner zweiten Saison für Eskişehirspor verlor er seinen Stammplatz, beendete die Saison aber mit seiner Mannschaft als Vizemeister. Für die Saison 1972/73 lieh ihn sein Verein an den Zweitligisten Demir Çelik Karabükspor aus. Nach eigenen Angaben spielte er noch bis zum Sommer 1974 Fußball und beendete seine Karriere. Ob er das letzte Jahr seiner Karriere bei Eskişehirspor verbracht hat, ist nicht näher bekannt.

### Nationalmannschaft
Özkefe begann seine Nationalmannschaftskarriere im April 1958 mit einem Einsatz für die türkische U-18-Nationalmannschaft. Im selben Jahr absolvierte er sechs weitere U-18-Länderspiele.
Mit seinem Wechsel zu Beşiktaş Istanbul wurde er auch für die türkischen A-Nationalmannschaft berufen. Sein Debüt gab er am 8. Oktober 1961 im Testspiel gegen die rumänische Nationalmannschaft. 1962 debütierte er auch für die türkische U-21-Nationalmannschaft und die B-Nationalmannschaft.
Bis zum Oktober 1965 absolvierte er Özkefe weitere A-Länderspiele.

## Trainerkarriere
Özkefe übernahm im April 1989 interimsweise bei Eskişehirspor das Amt des Cheftrainers und übergab dieses Amt noch im gleichen Monat an den Haldun Girginer.

## Erfolge

### Als Spieler
Mit Ankara Demirspor
- Meister der Ankara Futbol Ligi: 1958/59

Mit Beşiktaş Istanbul
- Türkischer Meister: 1965/66, 1966/67
- Türkischer Pokalfinalist: 1965/66
- Präsidenten-Pokalsieger: 1966/67
- TSYD-Istanbul-Pokalsieger: 1964/65, 1965/66
- Spor-Toto-Pokalsieger: 1965/66, 1968/69, 1969/70

Mit Eskişehirspor
- Türkischer Vizemeister: 1971/72
- Türkischer Pokalsieger: 1970/71
- Präsidenten-Pokalsieger: 1970/71